# HJ-Marinehelfer
Die HJ-Marinehelfer waren minderjährige Hilfskräfte der deutschen Kriegsmarine, die während des Zweiten Weltkrieges im aktiven Waffendienst eingesetzt wurden. Die spezifische Organisationsform entstand aus den zuvor gegründeten Einheiten der sogenannten Flakhelfer. Diese Einheiten waren trotz gemeinsamen Ursprungs nicht der Luftwaffe unterstellt. Das betraf nicht nur die Ausbildungs- und Schulungszeiten während des angeordneten Zwangsdienstes an der Waffe, sondern bezog vielmehr auch eine breit gefächerte Aufgabenerfüllung zur Bekämpfung von Seezielen ein. Marinehelfer unterstanden der alleinigen Befehlsgewalt der Kriegsmarine. Im Gegensatz zu den Luftwaffenhelfern, die entsprechend den Standorten ihrer jeweiligen Flakbatterien ausschließlich im Reichsgebiet zum Einsatz kamen, umfasste das Operationsgebiet der Marinehelfer nahezu die gesamte Küstenregion des Deutschen Reiches sowie der okkupierten Gebiete mit insgesamt fast 3000 Kilometer Länge. Zu Kriegsende wurden Marinehelfer auch im Kampfeinsatz gegen alliierte Bodentruppen eingesetzt.

## Rechtliche Grundlagen und Entstehungsgeschichte der Marinehelfer
Parallel zu der Anordnung über den Kriegshilfseinsatz der deutschen Jugend in der Luftwaffe vom 26. Januar 1943 wurde auch die Anordnung über den Kriegshilfseinsatz der deutschen Jugend bei der Kriegsmarine vom 12. Februar 1943 aufgrund der Notdienstverordnung vom 15. Oktober 1938 erlassen.
Die zunehmende Dauer des Krieges und insbesondere die hohen Verluste an der Ostfront bis zum Winter 1941/42 zwangen die deutsche Heeresführung, neue Personalreserven (vgl. Menschenmaterial) zu erschließen. Der Zuwachs der Heeresstärke durch Heranziehung und Aufstellung von Soldaten verbündeter Staaten konnte auf Dauer nicht befriedigen. Die Geburtsstunde der „Flakhelfer“, Zehntausende halbwüchsiger Schüler an deutschen Schulen und Gymnasien, geht dabei auf die Jahresmitte 1942 zurück. Die aufgestellten Flakhelfer wurden zunächst ausschließlich der Luftwaffe zugeteilt. Diesen Missstand kreidete Erich Raeder bald schon massiv an. Hermann Göring weigerte sich jedoch kategorisch, „seine“ Luftwaffenhelfer anderen Wehrmachtsteilen zur Verfügung zu stellen, so dass der Chef des Oberkommando der Wehrmacht Wilhelm Keitel eine Konferenz am 14. Dezember 1942 einberief, in deren Verlauf Göring durch den Chef der Luftverteidigung mitteilen ließ, er habe das Problem noch einmal „überdacht“ und sei nun zu Zugeständnissen hinsichtlich einer Marineflak bereit. Raeder selbst war mit der mündlichen Zusage Görings nicht zufrieden und verlangte den zuvor eigens geschaffenen „Erlass für die Flakhelfer der Luftwaffe“ juristisch in dessen Wortlaut ändern zu lassen. So sollte das Wort „Luftwaffe“ in der Überschrift und im § 1 des Erlasses gestrichen und ergänzt werden durch das Wort: „Wehrmacht“. Ebenso erfuhr der § 5 des Erlasses eine grundlegende Änderung zugunsten der Marine. Nach seinem erfolglosen Protest kam Raeder auf die Nachwuchsfrage der Marine allgemein zu sprechen. Schließlich schritt Hitler ein und gab Raeders Drängen während eines Vortrags im Führerhauptquartier am 22. Dezember 1942 nach. Dies war die Geburtsstunde der Marinehelfer.
Trotz der erzielten Übereinkunft zeigten sich alsbald Schwierigkeiten. So wollte die Kriegsmarine auf der einen Seite unbedingt von dem freigemachten „Menschenmaterial“ profitieren, was sie ja auch erreicht hatte. Andererseits führte der Abzug der Jugendlichen zur Marineflak zu drastischen Einbrüchen der Anzahl der Marinesoldaten für die Flotte. Gleiches galt für den Offiziersnachwuchs der U-Boot-Flotte. So mangelte es der Marine bis zum Kriegsende an Nachwuchs und an genügend Helfern.

## Entstehung des Zusatzes „HJ“
Am 20. Oktober 1942 teilte ein Vertreter des Reichsluftfahrtministeriums in einer Dienstbesprechung mit, dass man beabsichtige, die Jahrgänge 1926 und 1927 der Höheren und Mittleren Schulen zum Hilfseinsatz bei der Luftwaffe heranzuziehen, wobei für diese Zeit der Schulunterricht ruhen solle. Daraufhin protestierte jedoch der Erziehungsminister energisch und forderte eine Art „Dualität“ zu schaffen. So sollten die Schüler neben ihrem Dienst an der Flak auch noch einen modifizierten und abgespeckten Unterricht besuchen können. In dem darauf folgenden Briefgeplänkel fiel dann zum ersten Mal das Wort: Flakhelfer. Erst später einigte man sich schließlich auf den Begriff: Luftwaffen- bzw. Marinehelfer. Nun forderte indes der Reichsjugendführer Artur Axmann den Zusatz HJ für diese Einheiten, da alle Jungen und Mädchen im Alter von zehn bis achtzehn Jahren seiner Reichsjugend angehörten. Am 8. September 1943 einigte man sich schließlich, nach erneutem Drängen Axmanns, auf den Zusatz:
- HJ-Luftwaffenflakhelfer und
- HJ-Marineflakhelfer.[5]

Trotz des Erfolges der Kriegsmarine hinsichtlich der Verteilung der Flakhelfer gab es im Heer bis zum Kriegsende keine eigenen „Heeres-Flakhelfer“. Zudem bestand neben den abgestellten Flakhelfern der Luftwaffe noch eine dritte „Sonderform“ der Flakverteidigung, die sogenannte Heimatflakartillerie, die aus den Belegschaften besonders wichtiger Rüstungsunternehmen gegründet worden war. Als Beispiele seien hier die Leunawerke, die Bayerischen Motorwerke, die Porsche-Werke und die Thyssen-Krupp-Werke genannt.

## Tragen der Hakenkreuzarmbinde
Als Nebeneffekt des HJ-Zusatzes mussten alle HJ-Flakhelfer, egal ob Marine oder Luftwaffe, ihre HJ-Armbinde weitertragen, obwohl der Dienst an der Waffe nichts mehr mit der Hitlerjugend zu tun hatte. Zudem erfolgte der Dienst an der Flak auf Kosten des HJ-Dienstes (Fahnenappelle usw.), weil die verantwortlichen HJ-Führer und Dienststellen den HJ-Dienst quasi „boykottierten“. Da die zur Flak Eingezogenen mit HJ-Armbinden nun als „Soldaten“ behandelt wurden, legte ein Großteil der Betroffenen diese Binden nicht mehr an, wenn sie das Haus verließen, oder nahmen sie bei der nächsten Straßenecke klammheimlich ab. Dies war jedoch unter Strafe verboten. Derartige Verstöße wurden von übereifrigen HJ-Pimpfen des HJ-Streifendienstes, die um einige Jahre jünger waren als die Flakhelfer, an den nächsten Vorgesetzten gemeldet. Die Reichsjugendführung sah sich auch wegen des schlampig ausgeführten oder verweigerten Hitlergrußes veranlasst, wegen dieser Nichtigkeiten einzuschreiten und legte schriftlich fest, dass die HJ-Armbinden von allen Flakhelfern zu tragen seien, ausnahmsweise jedoch abgelegt werden durften, wenn sie durch mögliche Verschmutzung bei der Flakbedienung „unansehnlich“ werden könnten.

## Einteilung, Rekrutierungszahlen und Aufgaben der Marinehelfer

### Einteilung
Die Einheiten der Marinehelfer lassen sich grob in zwei große Gruppen einteilen. Die erste Rekrutierungswelle betraf die Jahrgänge 1926 und 1927. Nach einer Einsatzzeit von 13 Monaten gingen sie regulär zum Reichsarbeitsdienst und stießen danach als Soldaten zur Wehrmacht. Auch die Gruppen ab Jahrgang 1928 mussten ihren Dienst als Flakhelfer antreten und verbrachten ihre gesamte Einsatzzeit bis Kriegsende bei der Flak, wurden jedoch in den letzten Kriegstagen mancherorts noch zu regulären Artilleriesoldaten (siehe auch Völkerrechtsbehandlung der Flakhelfer) ernannt.

### Rekrutierungszahlen
Für das Jahr 1943 sprach der Reichsminister für Wissenschaft, Erziehung und Volksbildung Bernhard Rust von rund 90.000 Jugendlichen, die für den Dienst als Flakhelfer in Betracht kommen würden. Wie viele davon tatsächlich als Marinehelfer dienten, ist nicht feststellbar. Das Jahr 1944 brachte dann noch einmal rund 58.000 Jugendliche. Für die Monate Januar bis Mai 1945 lagen keine Zahlen mehr vor, da Ende September 1944 die Aufstellung des Volkssturmes beschlossen wurde und somit alle bis dahin nicht erfassten Jugendlichen von dieser Regelung betroffen waren. Vorsichtige Schätzungen gehen heute davon aus, dass seit ihrem ersten Einsatz im Februar 1943 bis Kriegsende ca. 200.000 Luftwaffen- und Marinehelfer im Einsatz gewesen sind. Das entspricht bei einer durchschnittlichen Flakbedienung von neun Mann ca. 22.000 Flakstellungen.

### Aufgaben
Bisher galt die irrige Annahme, die Luftwaffenhelfer, gleich ob bei der Luftwaffe oder Marine, seien ausschließlich an den Flakbatterien eingesetzt worden. Das trifft auch für den Großteil der Helfer zu, jedoch waren im Speziellen die Marinehelfer auch im Kommandostab einiger Einheiten beschäftigt. Daneben wurden sie im Objekt- und Wachschutz von Munitions- oder Lebensmittellagern, als Versorgungs- bzw. Meldegänger eingesetzt, aber auch zum Wachschutz ausländischer Zwangsarbeiter, im Fernsprechdienst, Geschäftszimmerdienst oder im Flugmeldedienst. Ihre Aufgabenzuweisung orientierte sich dabei üblicherweise an der körperlichen und geistigen Eignung des Helfers. Ausdrücklich verboten war, die Helfer für niedere Arbeiten, wie zum Beispiel im Küchen-, Kasino- und Reinigungsdienst heranzuziehen.

## Ausbildungs- und Einsatzorte der HJ-Marinehelfer

### Ausbildungsorte
Die Ausbildungsorte der Marinehelfer waren zum größten Teil mit den Einsatzorten identisch. Allerdings erfolgten mancher Lehrgang, aber auch ganze Ausbildungseinheiten, auf dem Segelschulschiff Gorch Fock.

### Einsatzorte
Die Einsatzorte erstreckten sich auf das gesamte deutsche Küstengebiet, in dem die Luftwaffe der Kriegsmarine unterstellt war, d. h. in den nahen Küstenbereichen mit einem dazugehörigen schmalen Landstreifen. Dabei kam es aber mitunter zu einem Kompetenzwirrwarr, vor allem in den Hansestädten Hamburg und Bremen. In diesen Städten waren sowohl Luftwaffenhelfer als auch Marinehelfer eingesetzt, so dass manche Flakbatterien die Bekämpfung von Luftzielen vornehmen „mussten“, für dessen Luftbereich sie eigentlich gar nicht verantwortlich waren. Auch gab es bei solchen „Paralleleinsätzen“ immer wieder Streitigkeit bzw. Neid über die Anerkennung von möglichen Abschusszahlen, die sowohl für Marine- als auch Luftwaffenhelfer als Prestigeobjekte galten. Üblicherweise waren jedoch die Marinehelfer für den Schutz von Flugplätzen, Häfen aber auch der Sicherung von Schifffahrtslinien verantwortlich. Den Marinehelfern an der Nordseeküste war von allen eingesetzten Flakhelfern auch das schlimmste aller Lose zugeteilt worden. Während es im Binnenland des Reiches Flakbatterien gab, die während des gesamten Krieges keinen einzigen Schuss von sich gaben, waren die Marinehelfer an den Nordseeküsten einem fast ständig anhaltenden Luftalarm ausgesetzt. Dies war der Tatsache geschuldet, dass die alliierten Bomberverbände auf ihrem Weg zu Zielen in Deutschland zwangsläufig die Flakstellungen der Küstenbatterien kreuzen mussten, diese aber auch gezielt bekämpften. Daher gab es hier die meisten Verluste. Besonders schlimm erging es den Marinehelfern auf Helgoland, wo mehrmals Bombenangriffe stattfanden. Die folgenden Geschehnisse stehen dabei stellvertretend für das Schicksal vieler anderen Flakstellungen:

#### Angriff auf Helgoland

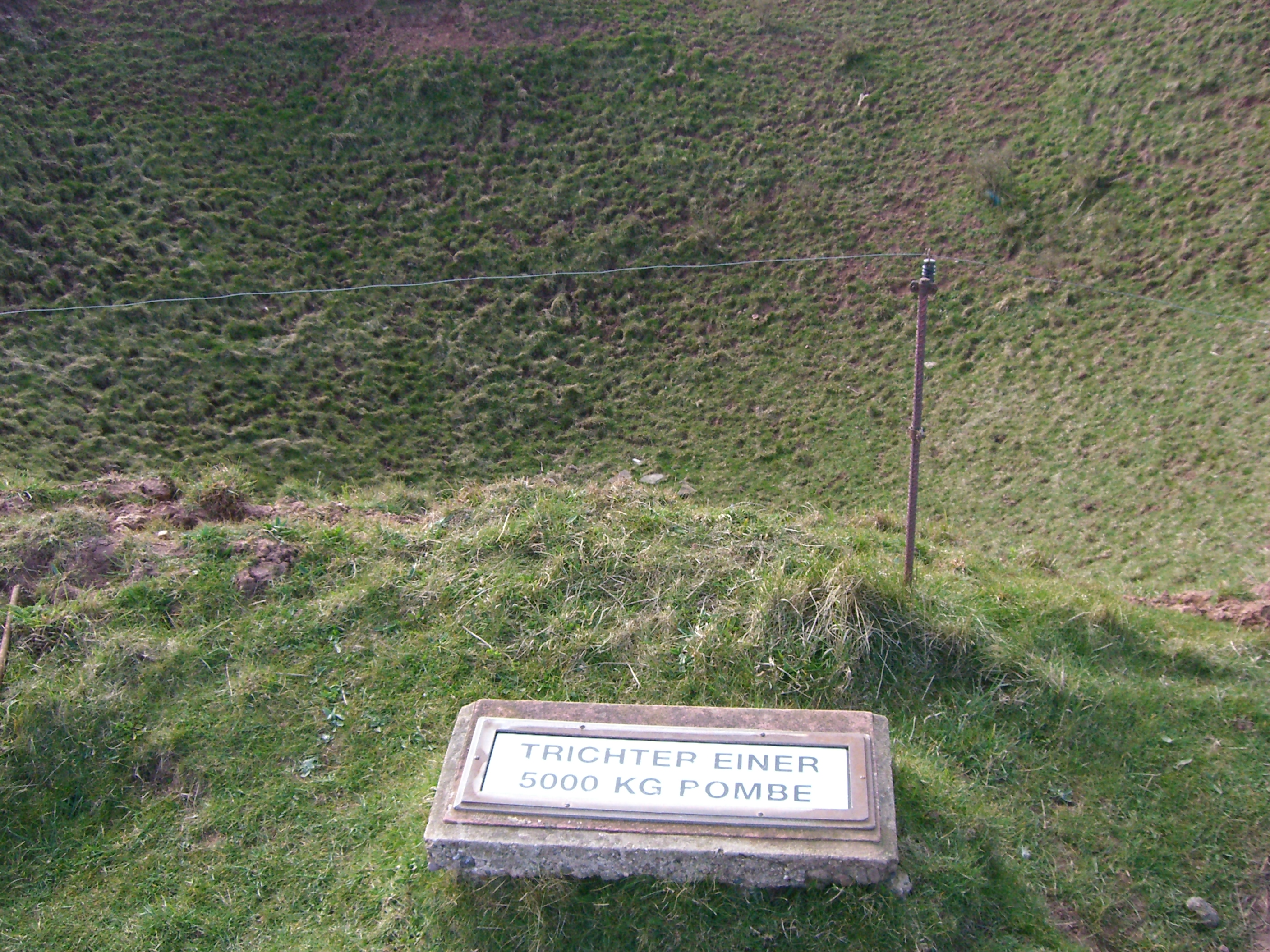
Ein Bombentrichter einer 5.000 KG Bombe auf Helgoland

Bis Mitte April 1945 hatten die Marineflakbatterien auf Helgoland eine überdurchschnittliche hohe Alarm- und Einsatzbereitschaft. Bis Kriegsende gab es hier pro Nacht durchschnittlich sieben bis neun Luftalarme für die insgesamt 150 stationierten Marinehelfer. Davon kamen 50 Mittelschüler aus Schleswig-Holstein und 100 Oberschüler aus Ostpreußen. Betreut wurden diese von fünf Lehrkräften. Am 18. April 1945 erfolgte dann der längst erwartete Großangriff auf die Insel. Von 12.25 bis 13.50 Uhr erfolgte der Angriff mit etwa 1000 bis 1200 Bombern (Fortress und Liberator), die aus West, Nordwest und Nord auf die Insel zuflogen. Die Lage auf der Insel war aber schon zuvor verworren gewesen. Unter anderen war geplant worden, ein weißes Bettlaken am Leuchtturm anzubringen und den Festungskommandanten samt Offizierstab in Gewahrsam zu nehmen. Der Plan wurde jedoch verraten und noch vor dem Angriff gelangten 18 SS-Männer auf Helgoland. Die geplante Verhaftung von 15 Personen, unter ihnen auch Marinehelfer, konnte jedoch nicht mehr ausgeführt werden, da der Großangriff begonnen hatte. In mehreren Anflügen wurde Helgoland fast zwei Stunden lang bombardiert. 95 % der Häuser wurden zerstört, und etwa 80 Marinehelfer verloren ihr Leben, darunter 40 Oberschüler der Batterie Schröder, die auch noch weitere 34 Schwerverletzte zu beklagen hatte. Die weitere Verfolgung der Meuterei auf Helgoland wurde am 20. April 1945 wieder aufgenommen. Eine Verschiffung zur Aburteilung nach Cuxhaven war jedoch nicht möglich, so dass die Betroffenen bis zum 8. Mai 1945 weiterhin auf der Insel ohne Trinkwasserversorgung bleiben mussten. Sie erhielten die Aufgabe, die Geschütze notdürftig zu flicken und bei den Aufräumarbeiten behilflich zu sein. Am 11. Mai wurden die Marinehelfer dann mit einem Konvoi von der Insel geholt und kamen in ein Internierungslager Freiberg an der Elbe.

#### Luftwaffenhelfer in Auschwitz

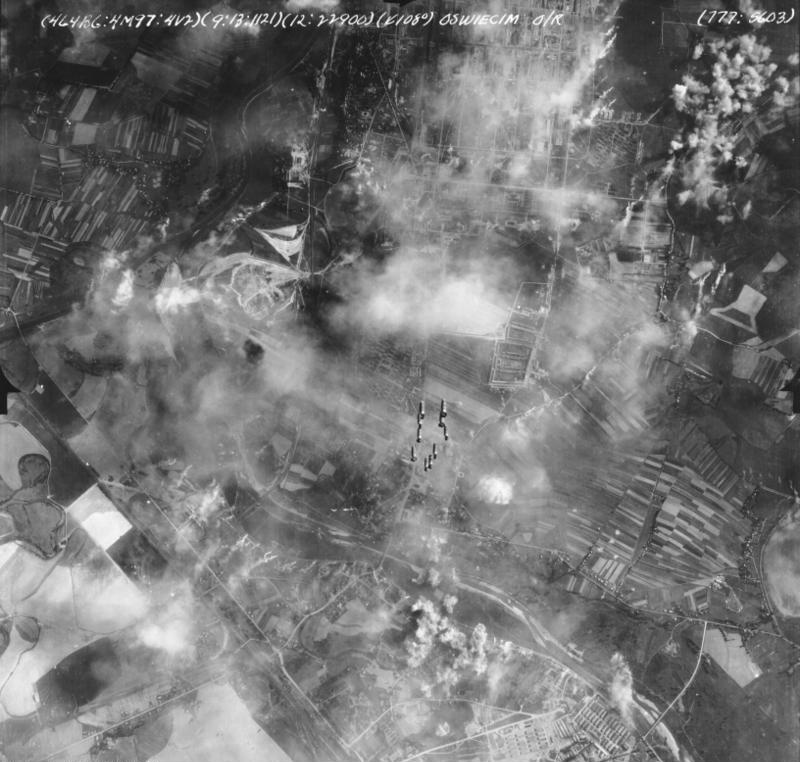
Luftangriff auf Auschwitz am 13. September 1944

Aus Briefkorrespondenzen ist bekannt, dass aus Hamburg kommende Luftwaffenflakhelfer mit ihrer gesamten Lehrerschaft im Sommer 1944 in die Umgebung des KZ Auschwitz verlegt worden waren, um den dortigen Luftraum zu verteidigen. Die verlegte Flakbatterie bezog ihre Stellung ca. sechs Kilometer von Auschwitz entfernt im Kloster Bobrek (heute Bytomia), da die Quartiere in Auschwitz durch Angehörige der Waffen-SS und sonstiges Wehrmachtsgefolge überfüllt waren. Die dortigen Luftwaffenhelfer sahen sich aber nicht nur Luftangriffen ausgesetzt, sondern auch einer ständigen Partisanengefahr. Genährt wurden diese noch von dem Gerücht eines bevorstehenden „Polenaufstandes“, der jederzeit erwartet wurde. Jedoch kämpfte die Flakbatterie auch gegen die schlechten hygienischen Bedingungen ihrer Unterkunft: bereits nach kurzer Zeit erkrankten die meisten Flakhelfer an Magen-Darm-Infekten. Ein Betreuungslehrer starb infolge von Grippe. Nachdem der Batteriechef das Trinken von Wasser aus dem nahegelegenen Brunnen verbot, wurde die Verpflegung der Batterie von der I.G. Farben übernommen. Ob die Flakhelfer von der Massenvernichtung gewusst haben oder aus Angst schwiegen, ist abschließend nicht klärbar. Zum Thema „Luftwaffenhelfer in Auschwitz“ liegen bisher keine grundlegenden Forschungsarbeiten oder Dokumentationen vor. Ein Betreuungslehrer der betroffenen Flakbatterie beschwerte sich schriftlich beim zuständigen Schuldirektor in Hamburg, es sei „unschön“, dass jeden Tag Tausende von Sträflingen und Insassen des nahen Konzentrationslagers als Feld- und Straßenarbeiter eingesetzt seien und durch ihre Anwesenheit eine Art „Unbehagen“ bei der Batterie auslösten… Ein Unterricht war aufgrund der dauernden Luftalarme nicht mehr realisierbar. Daher wurde die Batterie wieder Mitte September 1944 nach Breslau beordert. Bisher sind folgende bestätigte Luftangriffe auf Auschwitz dokumentiert, bei denen auch Marine- und/oder Luftwaffenhelfer beteiligt waren:
- 1. Angriff: 4./5. Mai 1943 (Sowjetischer Bombenangriff, keine nennenswerten Schäden)
- 2. Angriff: 20. August 1944 (Amerikanischer Bombenangriff mit Ziel I.G. Farbindustrie Auschwitz)
- 3. Angriff: 13. September 1944 (Amerikanischer Bombenangriff mit Ziel I.G. Farbindustrie Auschwitz)
- 4. Angriff: 18. Dezember 1944 (Amerikanischer Bombenangriff mit Ziel I.G. Farbindustrie Auschwitz)
- 5. Angriff: 19. Januar 1945 (Amerikanischer Bombenangriff)

## Waffentechnik und Geräte
Die Ausbildung und der spätere Einsatz der HJ-Marinehelfer erfolgten unter anderem an der wohl bekanntesten Flak des Zweiten Weltkrieges überhaupt, der 8,8-cm-Flugabwehrkanone. Obwohl die „88er“ in den Reihen der Marinehelfer genutzt wurden, erfolgte der mehrheitliche Einsatz dennoch an der 10,5-cm-Flak 38. Weitere Übungs- und Einsatzflakgeschütze waren:

### Artilleristische Standardwaffen und Geräte

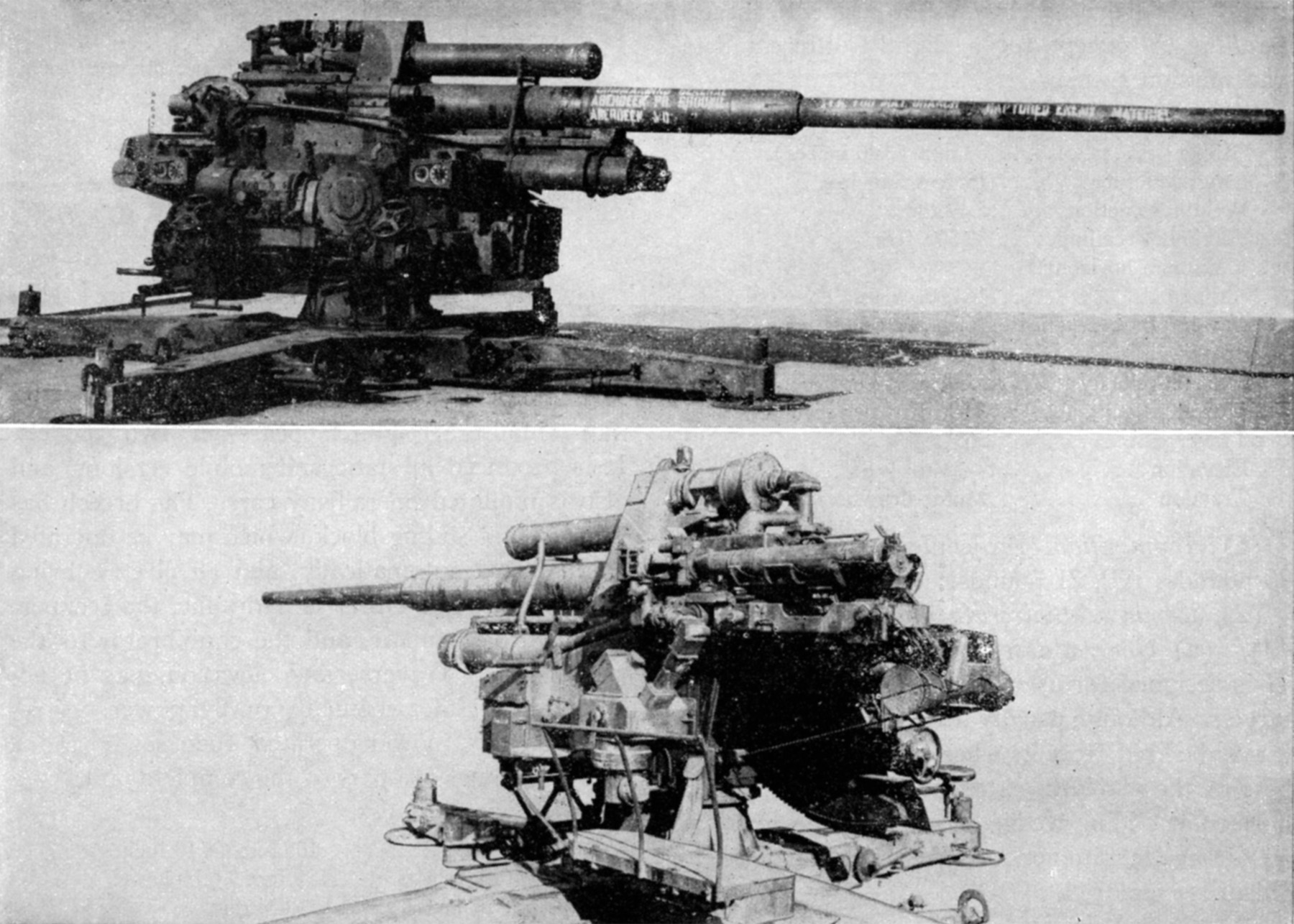
Die Standardwaffe der Marinehelfer, die 10,5-cm-Flak 38
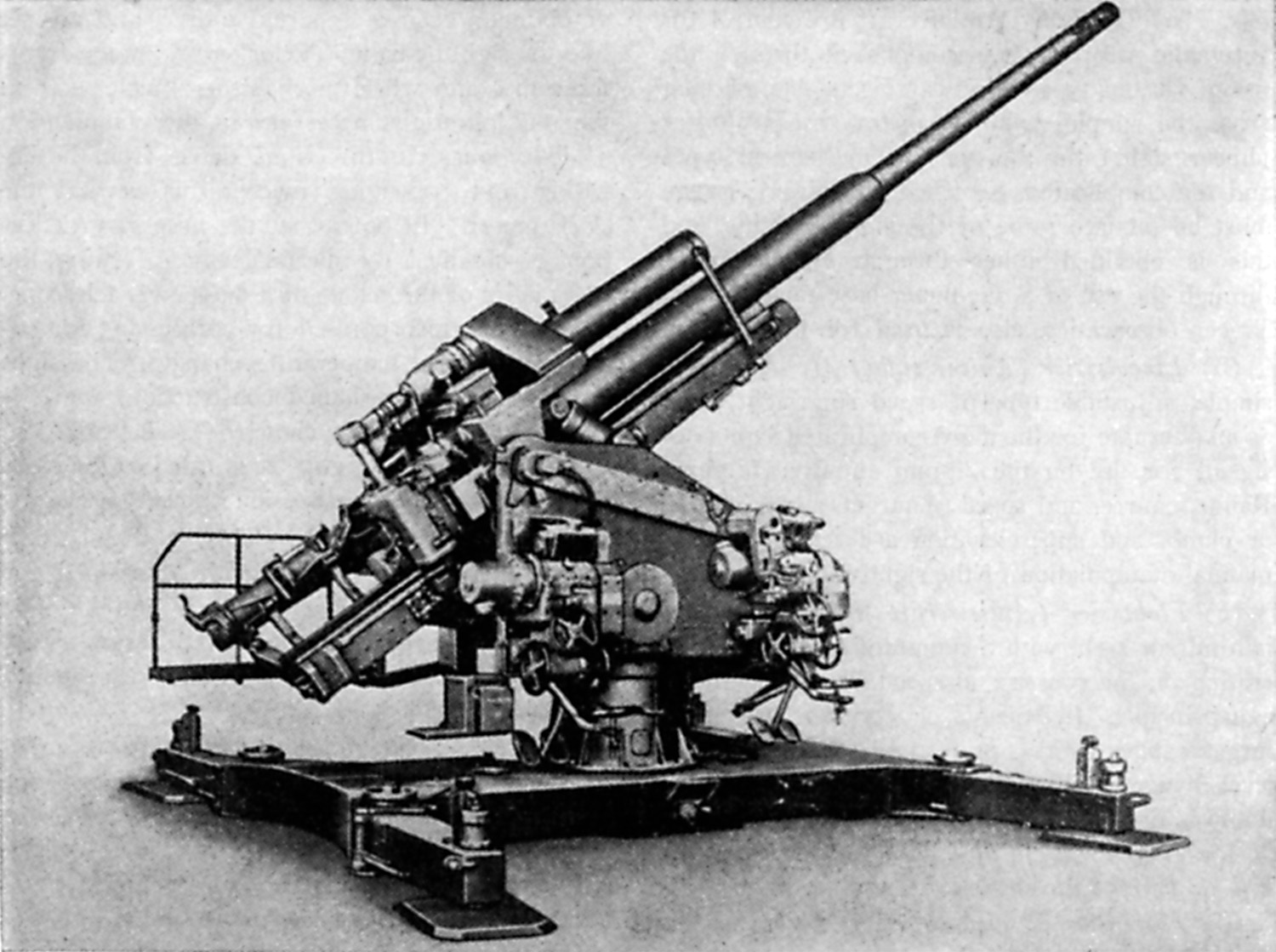
12,8-cm-Flak 40
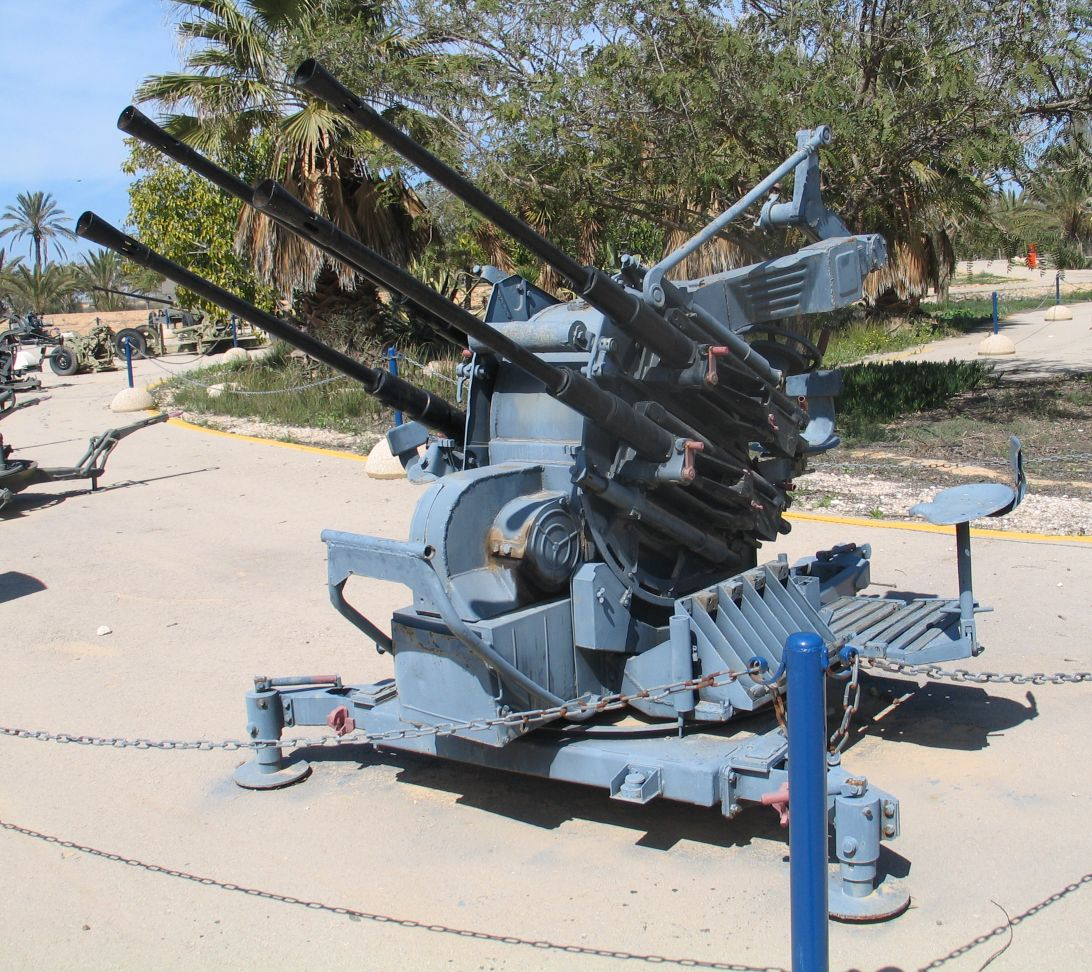
2-cm-Flak-Vierling 38,
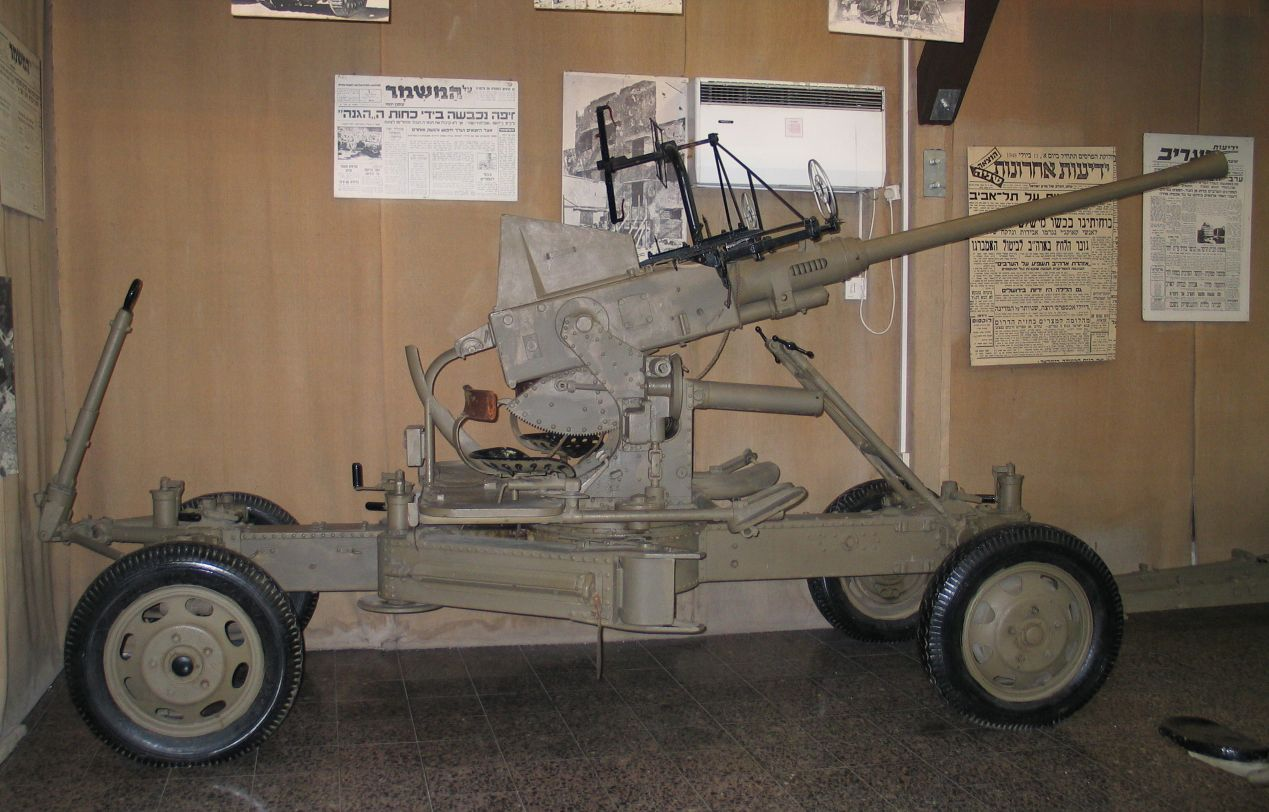
40-mm-Bofors-Geschütz
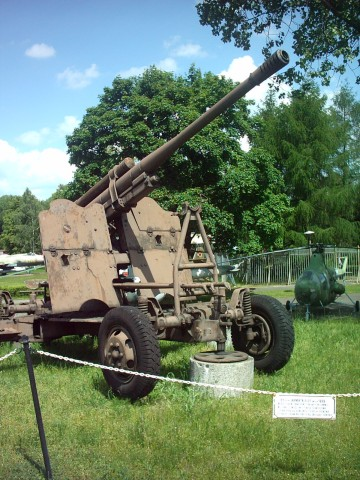
85-mm-Flugabwehrkanone M1939 (52-K), Wegen seiner Rohrkrepierer bei den Marinehelfern gefürchtet,
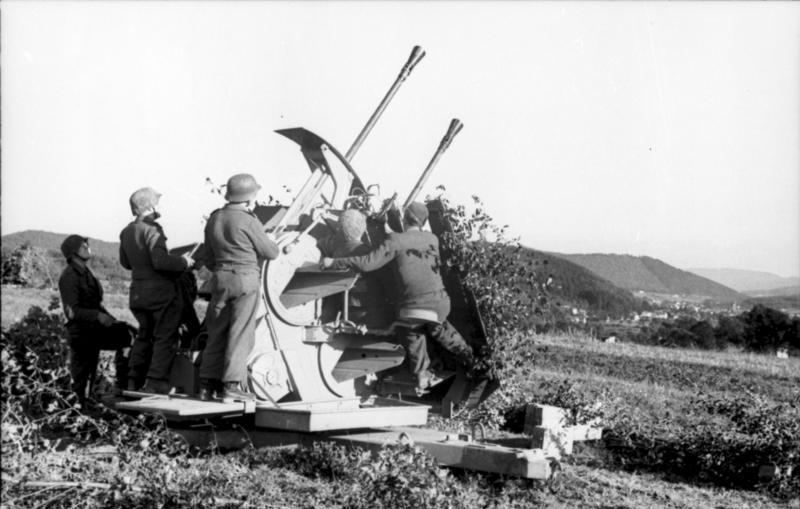
3,7-cm-FlaK 43 hier als Zwillingsgeschütz
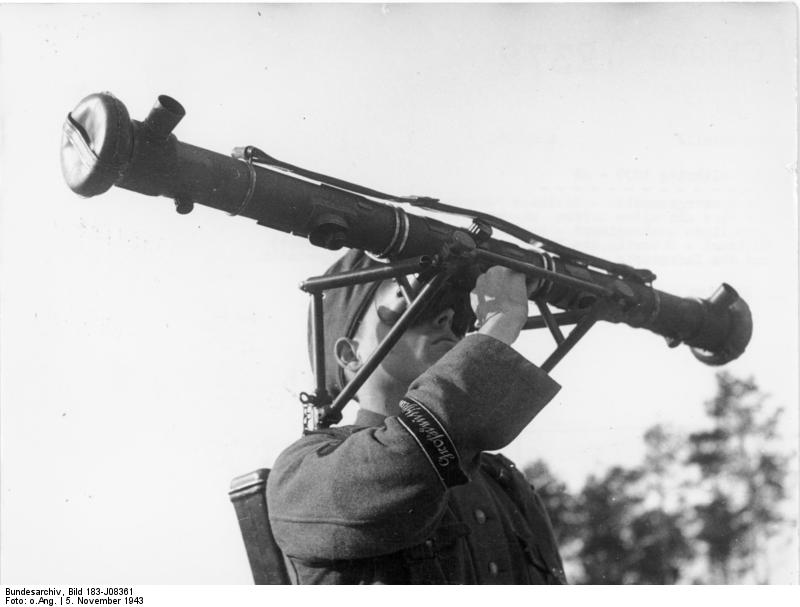
Entfernungsmesser zum Flakvierling 38
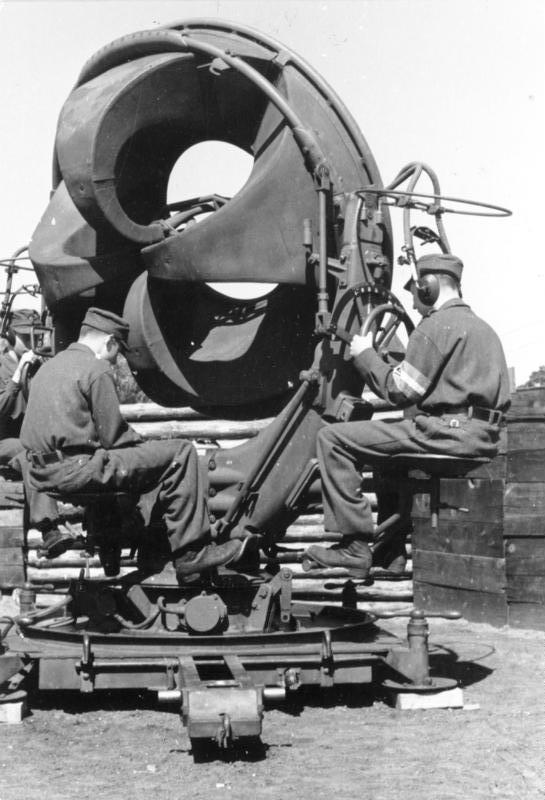
HJ-Flakhelfer beim Einsatz am „Flak-Horchgerät“
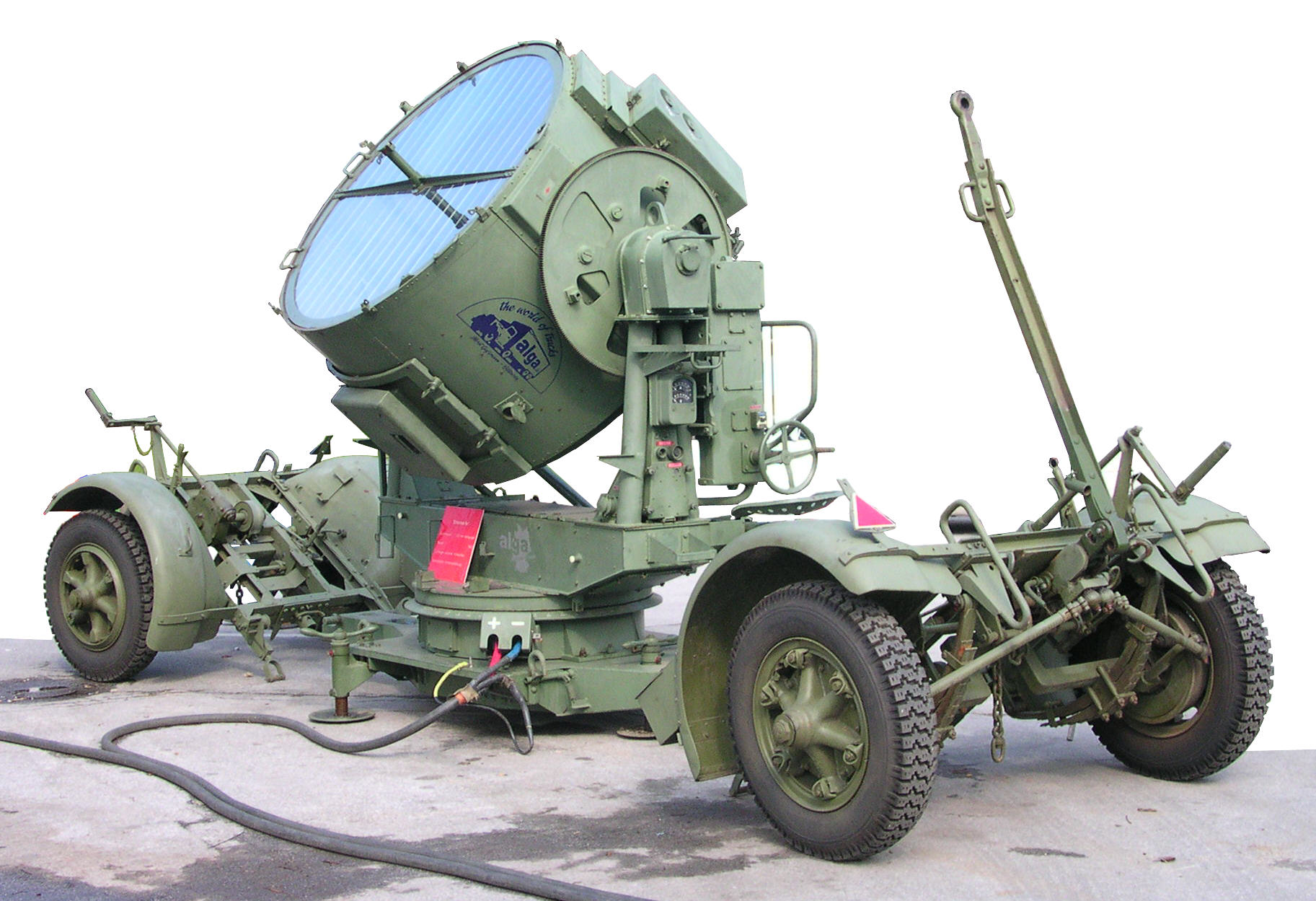
Flakleitscheinwerfer 150
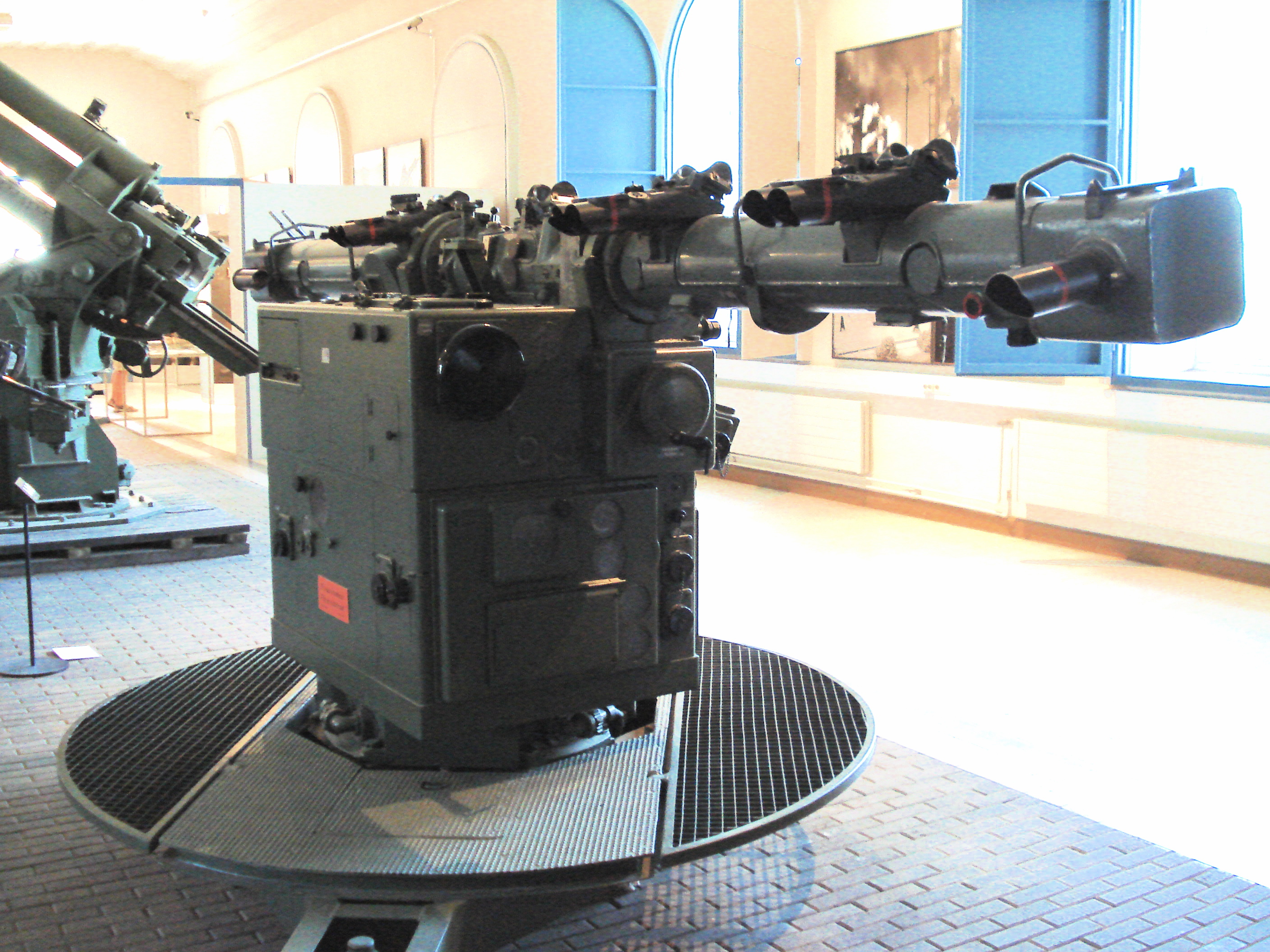
Das Kommandogerät 40

### Sonstige Artilleristische Waffen / Artilleristische Beutewaffen
- 20-mm-Oerlikon-Flak (Schweizer Produktion),
- 7,5-cm-Flak-Modell 30 und 36 (französisches Beutegeschütz),
- 2,5-cm-Flak-Hotchkiss 37/39 (französisches Beutegeschütz),
- 7,6-cm-Flak Modell 38 (sowjetisches Beutegeschütz),
- Flak-MG 34
- Luftfaust

Ein 8,5-cm-Flakgeschütz sowjetischer Bauart aus dem Jahr 1939 wurde von den Marinehelfern selbst gefürchtet. Die Kalibergröße dieser Kanone wurde, um sie mit den deutschen Flakgranaten der „88er“ nutzen zu können, nachträglich aufgebohrt, so dass sich in vielen Fällen ein unregelmäßiges Geschützkaliber ergab, das bei lang anhaltendem Dauerfeuer oder bei einer zu hohen Feuerrate gefährliche „Rohrkrepierer“ verursachte. Mehrere Aussagen ehemaliger Marine- sowie Luftwaffenhelfer belegen solche Zwischenfälle mit tödlichem Ausgang in den Reihen der Bedienmannschaft.

### Geschützbedienung am Beispiel der 8,8-cm-Flakkanone
An der 8,8-cm-Flakkanone wurden üblicherweise 9 Flakhelfer als Bedienungsmannschaft für folgende Aufgaben eingesetzt (K = Kanonier):
- K1: Höhenrichtkanonier
- K2: Seiterichtkanonier
- K3: Ladekanonier
- K4: Munitionskanonier
- K5: Munitionskanonier
- K6: Zündtsteller
- K7: Munitionskanonier
- K8: Munitionskanonier
- K9: Flakkommandant

### Nahkampfwaffen
Die Standardnahkampfwaffen der Marinehelfer waren:
- der Karabiner 98,
- das Gewehr 41,
- das Gewehr 43,
- die Stielhandgranate/Eierhandgranate
- die Sauer 38H und
- das HJ-Fahrtenmesser.

Allerdings existierten in den Reihen der Marinehelfer auch veraltete und zum Teil unbrauchbare Beutewaffen aus französischen, sowjetischen und tschechischen Beständen, die meist entweder als Übungswaffen genutzt wurden oder zu Lehrzwecken dienten. Gegen Kriegsende wurden Marinehelfer in verschiedenen Batterien auch auf Flammenwerfern und Panzerfäuste geschult. Die Waffenausbildung wurde ab diesem Zeitpunkt auch mehr und mehr auf den artilleristischen Erdkampf fokussiert. Die Flakgeschütze dienten dabei vor allem der gezielten Panzerbekämpfung und, falls mobil, auch zur Infanterieunterstützung.

### Scheinwerfergeräte
Die Suchscheinwerfer waren für die Angehörigen der HJ-Marine Helfer, aber auch der Luftwaffen Flakhelfer für die Aufgabenerfüllung unersetzlich. So kamen im Rahmen der Einsätze folgende Scheinwerfertypen zum Einsatz:
- 60-cm-Suchscheinwerfer
- 150-cm-Leitscheinwerfer Typ 34 und 37
- 200-cm-Leitscheinwerfer (mit selbstregulierender Invert-Hochleistungs-Gleichstromlampe mit einer Stromstärke von 450 Ampere bei 110 Volt Spannung)

Die Scheinwerfereinheiten dienten dabei nicht nur zur Aufhellung des Luftraumes, sondern wurden auch gezielt von Luftwaffenhelfern, aufgrund anderer mangelnder Nahkampfwaffen, als Blendscheinwerfer genutzt, um tiefangreifende Piloten zu blenden. Bestätigte Abstürze Alliierter Piloten sind aufgrund dieser „Blendattacken“ überliefert. Zusammengefasst waren diese Einheiten unter dem Begriff: Scheinwerferbatterien.

### Sonstige Geräte
- Kommandogerät 40[11]
- Kommandohilfsgerät 35[12]

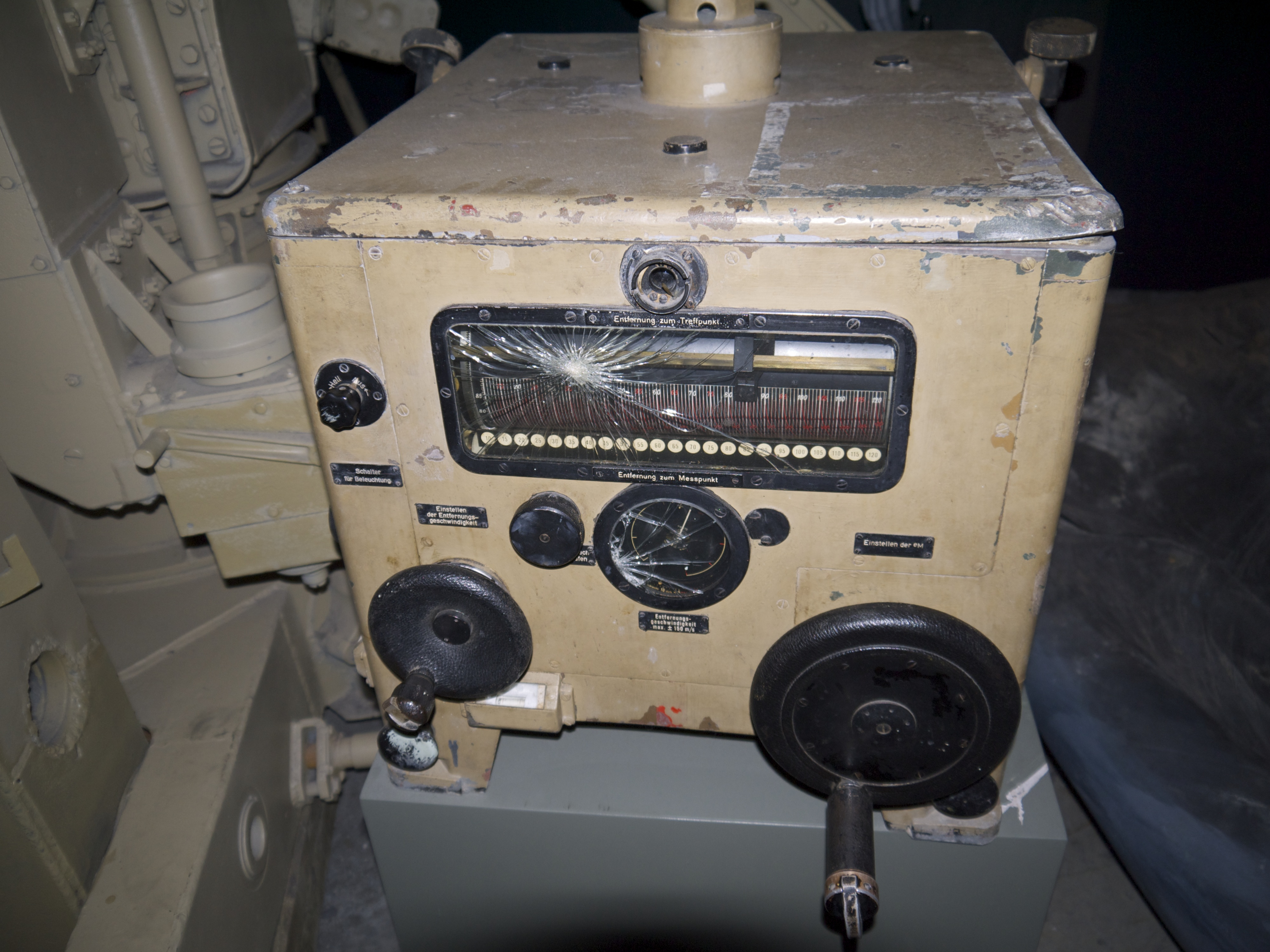
Kommandohilfsgerät 35

- Flakumwertegerät Malsi Typ 41 bis 43 (benannt nach Major Malsi, der am Bau der Maschine in Rerik maßgeblich beteiligt war)
- Mecke-Tisch

Der Mecke-Tisch war das Gegenstück zum Malsi-Umwertegerät der Luftwaffenhelfer. Er bestand aus einer kreisrunden Tafel, die sich mittels einer Handkurbel um einen Mittelpunkt drehen lassen konnte. Den Mittelpunkt stellte dabei die Flakbatterie dar. Der Tisch selber war in Planquadrate eingeteilt, dadurch waren die Standorte der angreifenden Maschinen jederzeit darstellbar.
- Funkmeßgerät (Typ 39T, 40T und 41T)
- Horchgerät

## Einberufungsbescheid und Musterung
„Ich verspreche, als Luftwaffenhelfer allzeit meine Pflicht zu tun, treu und gehorsam, tapfer und einsatzbereit, wie es sich für einen Hitlerjungen geziemt.“

 So lautete die Verpflichtungsformel für die HJ-Luftwaffenhelfer, wobei das Wort Luftwaffenhelfer für die Marinehelfer natürlich abgeändert wurde. Die Verpflichtung erfolgte bei den Einsatzstellen (Batterien) nach Anordnung des Kommandeurs durch einen Offizier sowie in Anwesenheit eines HJ-Gebietsführers. Die Verpflichtung war dabei in würdiger Form durchzuführen. Mit dem zuvor erhaltenen Einberufungsbescheid bekamen die angehenden Marineflakhelfer analog zu den Luftwaffenhelfern ein Merkblatt beigelegt, in dem unter „Allgemeine Anordnungen“ gefordert wurde, dem Heranziehungsbescheid unbedingt Folge zu leisten und Verhinderung durch Krankheitsfall mit einem Arztzeugnis zu belegen. Die Liste der mitzubringenden Gegenstände enthielt neben Artikeln des täglichen Bedarfs (Ersatzkleidung, Hygieneartikel) auch „1 Vorhängeschloss (soweit vorhanden)“ sowie „Schreib- und Nähzeug“.
HJ-Luftwaffen- bzw. HJ-Marinehelfer erhielten bei der Ankunft an der Einsatzstelle eine „Benachrichtigungskarte“ in Postkartenformat, zur Weitersendung an die Eltern. In der Praxis war diese Geste, abgesehen von den Heimschülern, nahezu nutzlos, da die meisten Marine- und Luftwaffenhelfer in unmittelbarer Wohnumgebung stationiert wurden. Bei Stellungswechseln der Batterie stand die Karte hingegen nicht zur Verfügung.
Bei auswärtigem Einsatz von Heimschülern waren die polizeilichen Meldebehörden und die Lebensmittelkartenstelle in Kenntnis zu setzen.
Der Dienst als Marinehelfer sowie als Luftwaffenhelfer galt als Erfüllung der Jugenddienstpflicht. Die Betreuung oblag dabei der Reichsjugendführung. Der Einsatz der Flakhelfer war zudem entsprechend ihrer Entwicklungsstufe zu planen und durchzuführen. Im Übrigen wurden die angehenden Flakhelfer nur „klassenweise“ eingezogen, ihr Einsatz erfolgte in unmittelbarer Umgebung des bisherigen Schulorts.

## Ärztliche Voruntersuchung und Klassifizierung
Die betroffenen zukünftigen Marinehelfer wurden vor ihrer Heranziehung erstmals von den Gesundheitsämtern ihrer Heimatorte durch Jugendärzte auf eventuelle ansteckende Krankheiten und offenkundiger Untauglichkeit überprüft. Untauglich als Marinehelfer galt dabei jeder, der sich auch nicht für leichte Bürotätigkeit eignete. Diese waren dann zurückzustellen. Die zweite Tauglichkeitsprüfung erfolgte für die Jugendlichen unverzüglich am Einsatzort durch die Truppenärzte. Dafür wurden auch die Tauglichkeitsnachweise der HJ herangezogen. Das Untersuchungsergebnis konnte nach Abschluss der Untersuchung lauten:
- verwendungsfähig (v.)
- beschränkt verwendungsfähig (b.v.)
- zeitlich verwendungsunfähig (z. vu.)
- verwendungsunfähig (vu.)

Angehende Helfer mit dem Vermerk z. vu. und vu. waren zurückzustellen und unverzüglich durch den Disziplinarvorgesetzten entlassen. Mit näher rückenden Kriegsende wurden aber auch diese „Wehruntauglichen“ zum Dienst als Flakhelfer „gepresst“.

## Tagesablaufplan sowie Rechte und Pflichten eines Marinehelfers

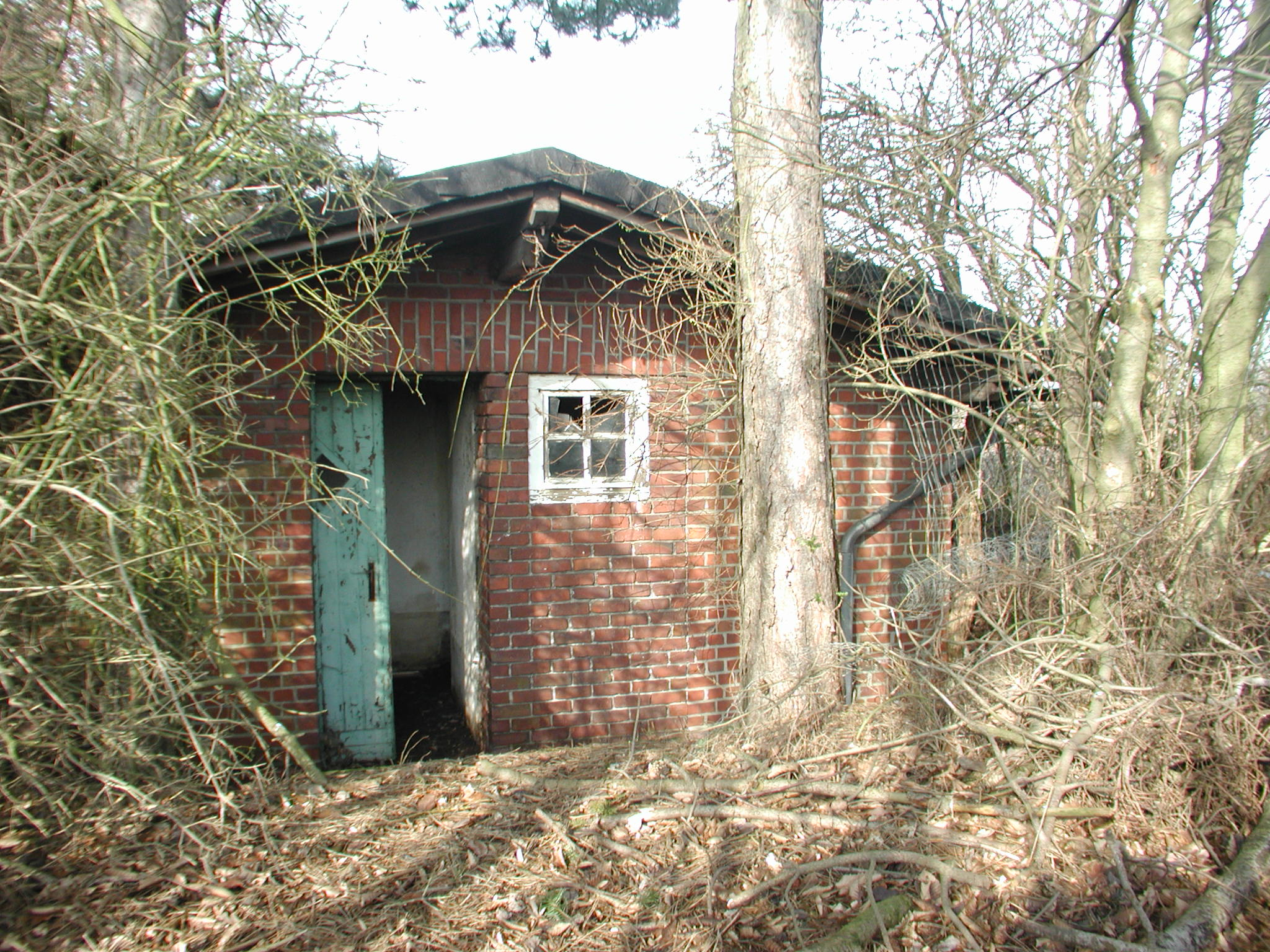
Flakunterkünfte bei Rellingen

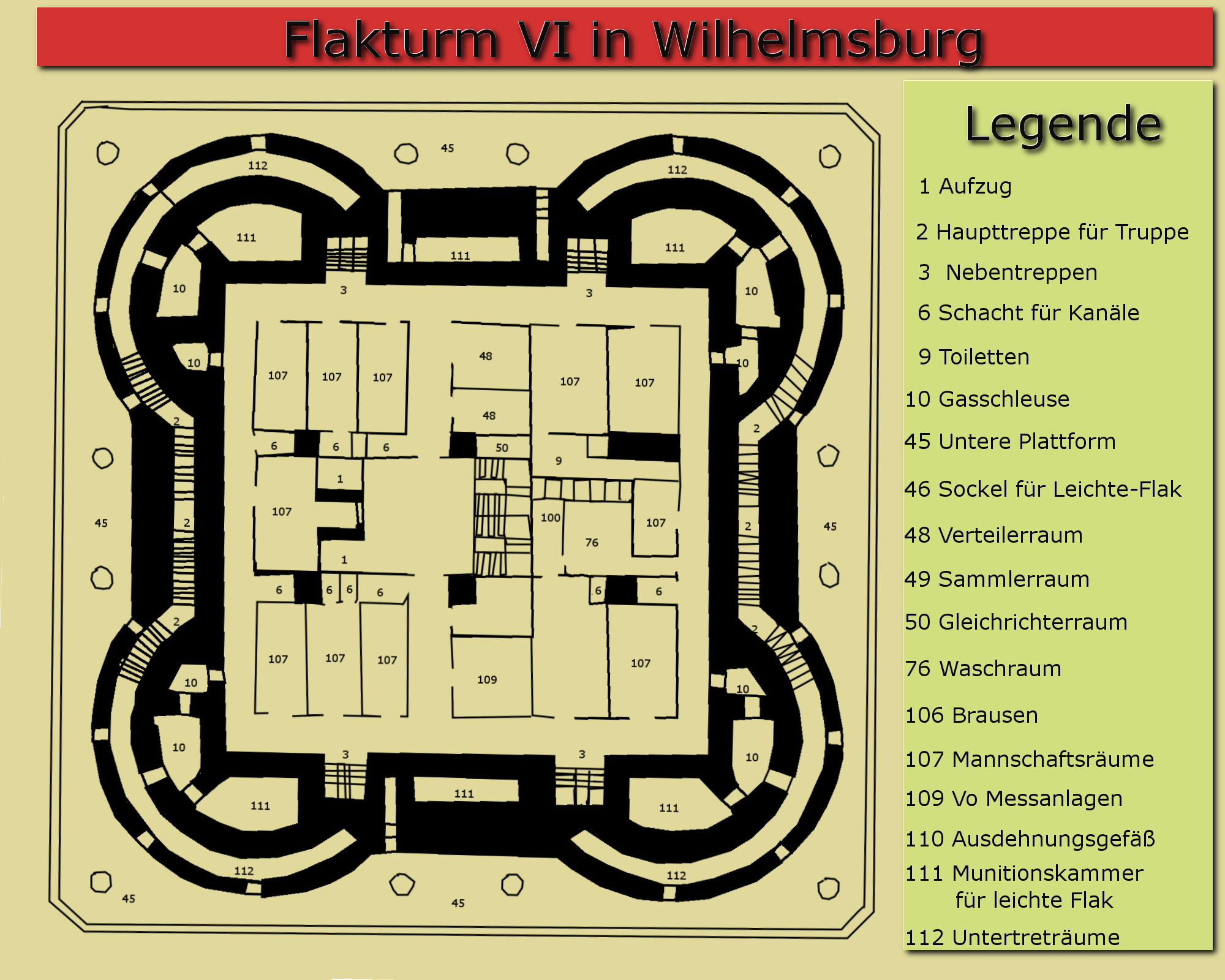
Risszeichnung des Flakturms VI Wilhelmsburg

Ausbildungsplan für Marine-Helfer

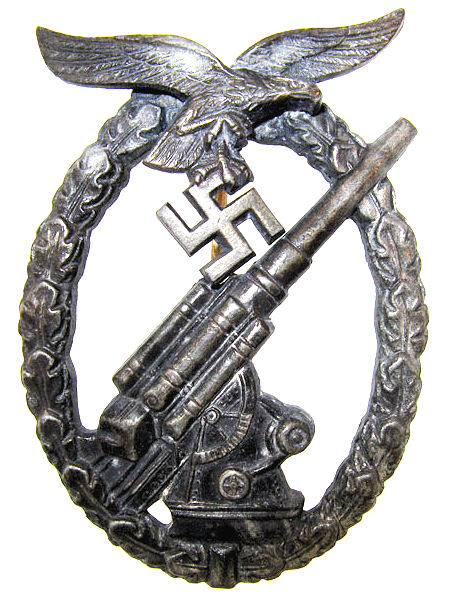
Das Flak-Kampfabzeichen wurde auch an Angehörige der Flakhelfer verliehen

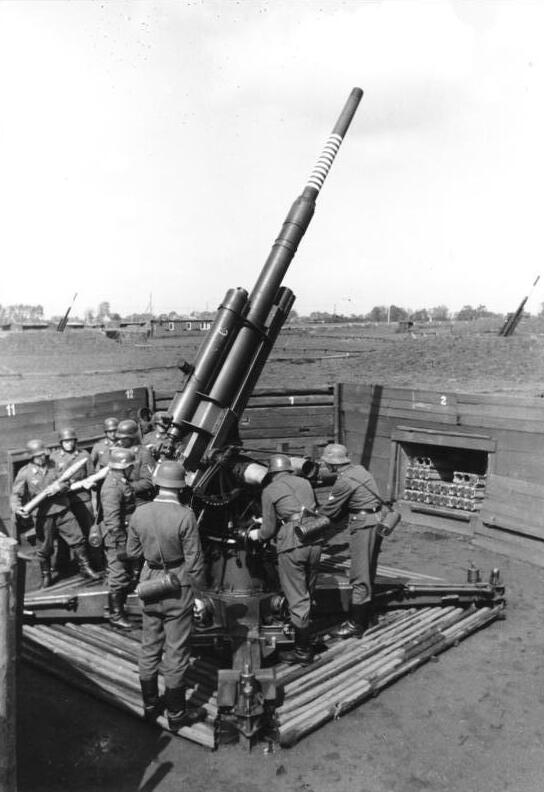
Für die Marinehelfer ein alltägliches Bild; eine Flakbatterie in Feuerstellung

Die vorliegenden Informationen wurden aus dem Merkblatt entnommen, welches die Helfer mit ihrem Einberufungsbefehl zeitgleich ausgehändigt bekamen. Es gilt sowohl für Marine- als auch Luftwaffenhelfer. Gleiches trifft auf das ebenfalls verwendete Interne Dokument über die Verwendung der Luftwaffenhelfer (Aktenzeichen 11 b Nr. 1/43) zu, da die dortigen Anweisungen auch für die Marinehelfer angewandt wurden.

### Morgenappell
Der Tag begann für den Marinehelfer (und Luftwaffenhelfer) immer mit dem gleichen Ritual, dem Morgenappell. Dabei mussten sie in Uniform außerhalb ihrer Unterkünfte antreten und marschierten dann geschlossen in der Gruppe zum Appellplatz. Dabei war stets eine Fahne der Hitlerjugend mitzuführen. Während des Marsches wurden dann zusammen mit einem Spielmannszug die üblichen Kampflieder gesungen. Mit dem Lied „Heilig Vaterland“ wurde der Appell dann eröffnet. In der darauf folgenden Verlesung durch den Standortführer wurde dann der neue Tagesbefehl bekannt gegeben und mit weiteren Gesängen beendet. Danach erfolgte der Rückmarsch zum Antreteplatz mit anschließenden Schulbesuch.

### Schulbesuch
Die HJ-Marinehelfer waren nicht permanent an ihren Flakstellungen eingesetzt, sondern mussten wie ihre Kameraden der HJ-Luftwaffenhelfer mindestens 18 Stunden wöchentlich die Schule besuchen, welche von ihren alten Lehrern geleitet wurde, allerdings erst nach einer 4-wöchigen Ausbildungseinheit. Die Schule fand dabei in unmittelbarer Nähe der Flakstellung statt, überwiegend in provisorischen Baracken. In der Praxis war der Schulbetrieb allerdings bisweilen unmöglich, vor allem nach Flakeinsätzen der vergangenen Nacht, die mitunter auch bis in den Morgen andauern konnten. Die Stunden danach mussten die Marinehelfer zunächst die Flakwaffen reinigen und für den nächsten Einsatz warten. Auch tagsüber gab es mit zunehmender Dauer des Krieges Luftalarm und die wenige restliche Zeit neben der Waffenpflege nutzten die Marinehelfer zum Schlafen und Ausruhen oder auch für Gefechtsübungen. Der Unterricht wurde dabei solange durchgeführt, bis der Jugendliche seine Reifeprüfung abgelegt hatte, mit einfacheren Bewertungsmaßstäben als bei einem regulären Schulabschluss. Schüler der 6. Klasse, die ab März 1943 als Flakhelfer eingezogen worden waren, wurden mit Abschlusszeugnis aus dem Schuldienst entlassen.

### Innendienst und Freizeitgestaltung
Der Innendienst gestaltete sich für die meisten Marinehelfer eher karg, obwohl bis 21.00 Uhr Ausgeherlaubnis herrschte. Neben der Schule, Manöverübungen und der stundenlangen obligatorischen Waffenreinigung, gab es auch immer wieder zahlreiche Fliegeralarme, so dass dem Marinehelfer sehr wenig Zeit blieb, überhaupt einer sinnvollen Freizeitgestaltung nachzugehen. Die Bestrebungen der Reichsjugendführung, die Restfreizeit mit sportlicher Ertüchtigung usw. auszufüllen, wurden durch den alltäglichen Dienst an der Waffe wieder zunichtegemacht. So sorgte die Reichsjugendführung wenigstens für die Zuführung von Literatur oder stellte, falls nicht vorhanden, Volksempfänger für Radiosendungen und Musik zur Verfügung.

### Unterkunft
Die bereitgestellten Unterkünfte der Marinehelfer wie auch für die Luftwaffen-Flakhelfer waren karg, wurden jedoch kostenlos von der Kriegsmarine bzw. Luftwaffe zur Verfügung gestellt. So gab es neben den üblichen Schlafräumen auch Tages- oder Bastelräume. Sowohl die Schulungsräume als auch die Quartiere bestanden zumeist aus einfachen Holzbaracken oder Ziegelbauten und boten bei einem Bombenangriff kaum Schutz. In stärker befestigten Anlagen waren Flakhelfer in unterirdischen Bunkerbauten oder Flaktürmen aus Beton einquartiert. Zwar gab es im eher ländlich geprägten Norddeutschland in der Nähe von Flakstellungen auch befestigte Steinhäuser oder von der Organisation Todt provisorisch angelegte Bunkerbauten, doch diese wurden meist von höherrangigen Funktionären genutzt. Im Übrigen war es den regulären Soldaten der Wehrmacht, falls diese parallel mit Flakhelfern in einer Flakbatterie Dienst taten, ausdrücklich verboten die Räume der Flakhelfer zu betreten, außer im dienstlichen Auftrag. Der Zweck dieser Anweisung ist nicht mehr klärbar.

### Orden und Ehrenzeichen
Die Marine- und Luftwaffenhelfer konnten mit folgenden Auszeichnungen geehrt werden:
- Flak-Kampfabzeichen
- Kriegsabzeichen für die Marineartillerie
- Kriegsverdienstkreuz (1939) II. Klasse mit Schwerter
- Eisernes Kreuz 2. Klasse
- Verwundetenabzeichen (1939)

Daneben gab es laut Zeitzeugenberichten auch öffentliche Belobigungen vor versammelter Mannschaft, so erhielt z. B. ein Marinehelfer für den Abschuss eines Jagdflugzeuges eine Tafel Schokolade. Vereinzelt gab es jedoch auch Anerkennungsurkunden durch die Kommandeure.

### Ärztliche Versorgung und Versicherungspflicht
Die ärztliche Versorgung der Marine- und Luftwaffenhelfer oblag den Truppenärzten vor Ort, also entweder den Ärzten der Luftwaffe oder der Kriegsmarine. Die Sozialversicherung der Marinehelfer sowie der Luftwaffenhelfer orientierte sich an den Vorschriften für Notverpflichtete.

### Fürsorge und Versorgung bei Verwundung
Wurde der Marine- bzw. Luftwaffenhelfer infolge seines Dienstes oder Einsatzes verwundet oder beschädigt, wurde ihm Fürsorge und Versorgung nach Maßgabe der Personenschädenverordnung vom 10. Oktober 1940 gewährt.

### Personalpapiere
Sowohl über Marine- als auch Luftwaffenhelfer wurden Personalbuch, Beurteilungsnotizen oder auch das Gesundheitsheft durch die zuständigen Stellen geführt. Die Beurteilungen sollten mindestens einmal jährlich oder bei Ausscheiden aus den Dienst erfolgen. Disziplinarstrafen wurden hingegen nicht in der Schlussbeurteilung aufgeführt.

### Urlaub
Sowohl Marine- als auch Luftwaffenhelfer erhielten zweimal jährlich einen Erholungsurlaub von 14 Tagen (insgesamt also 28 Tage) zuzüglich eventueller Anreisetage, wenn der Jugendliche eine längere An- und Abreise zu den Eltern hatte. Bei ortsansässigen Helfern wurde wöchentlich ein Besuch von mehreren Stunden bei den Eltern gestattet. Mit Genehmigung des Einheitsführers durfte man auch ab und zu daheim übernachten. Um unter den Heimschülern keine Missgunst aufkommen zu lassen, gestattete man diesen einen bevorzugten Wochenendurlaub bei den Eltern.

### Verpflegung und Vergütung
Grundsätzlich war die Verpflegung der Flakhelfer frei und erfolgte nach den Truppenverpflegungssätzen der Wehrmacht. Zudem wurden die jungen Marinehelfer von ihren Eltern regelmäßig mit „Fresspaketen“ versorgt oder konnten diese von einem Elternhausbesuch gleich mitbringen. Der Genuss von Alkohol und Tabakportionen war in den Lagerbaracken und in der Öffentlichkeit untersagt. Es wurde vorgeschlagen, stattdessen die Jugendlichen mit Vitamindrops oder Süßigkeiten durch das Elternhaus zu versorgen. Daneben erhielten alle Flakhelfer eine tägliche Abfindung von 0,50 Reichsmark, sowie bei Ausscheiden aus dem Flakhelferdienst, für jeden angefangenen Monat der Dienstleistung nach Vollendung des 16. Lebensjahres 15 Reichsmark.

### Disziplinarstrafordnung und deren Vollzug
Für alle unter 18-jährigen Marinehelfer galt, wie für die Luftwaffenhelfer, folgende Disziplinstrafordnung:
- § 1 Disziplinarübertretungen sind:

1. Vorsätzliche und fahrlässige Verstöße (Handlungen und Unterlassungen) gegen die Zucht und Ordnung, die unter kein Strafgesetz fallen,
2. Verstöße gegen Strafgesetze, wenn sie gerichtlich nicht bestraft werden.

- § 2 Disziplinarstrafen sind:

1. Verweis,
2. Strenger Verweis,
3. Dienstverrichtung außer der Reihe für einen oder mehrere, höchstens 3 Tage,
4. Entzug der freien Verfügung über die Barvergütung bis 1 Monat,
5. Ausgangsbeschränkung oder Ausgangsverbot bis zu 4 Wochen,
6. Kasernenarrest (stundenweise oder tageweise) bis zu 10 Tagen.

- § 3 Es können verhängt werden:

1. Neben Kasernenarrest: Entzug der freien Verfügung über die Barvergütung, Ausgangsbeschränkung oder Ausgangsverbot allein oder nebeneinander,
2. neben Ausgangsbeschränkung: Entzug der freien Verfügung über die Barvergütung.

Für die Aussprechung von Strafen war bei den Marinehelfern der Disziplinarvorgesetzte mindestens im Range eines Oberleutnants zur See verantwortlich, bei Luftwaffenangehörigen im Range eines Staffelkapitäns. Er konnte Ausgangsverbote bis zu fünf Tagen sowie sieben Tage Kasernenarrest aussprechen. Darüber hinausgehende Strafen (bis zum Höchstmaß) wurden vom Gruppenkommandeur verhängt. Dafür wurden eigens so genannte „Strafbücher“ geführt. Die – allenfalls strafmildernde – Beurteilung der Tatschwere hing vom Alter des HJ-Angehörigen ab, betraf aber auch Fälle jugendlichen Übermuts. Strenge Verweise wurden öffentlich vor versammelter Einheit ausgesprochen. Ein zu verhängender Arrest galt vom Wecken bis zum Zapfenstreich, wobei der Hitlerjunge für die Zeit in seiner Stube eingeschlossen wurde. Er durfte während dieser Zeit auch nicht mit dienstlichen oder nützlichen (Straf)Arbeiten beschäftigt werden. Disziplinarstrafen wurden jedoch, nach einer Entlassung als Marinehelfer oder Luftwaffenhelfer, dem Reichsarbeitsdienst oder den Wehrmachtsdienststellen nicht mitgeteilt.

### Beispiele von Disziplinarverfahren
In einer Marineflakabteilung auf Wangerooge wurden um die Jahreswende 1943/1944 gleich 16 Marinehelfer, wegen Abhörens von Feindsendern und Wehrkraftzersetzung, angeklagt. Obwohl die meisten der Helfer eher glimpflich davonkamen, erhielten zwei Marineangehörige Haftstrafen bis zu neun Monate. Andere Verfahren endeten für manche Marinehelfer mit dem unverzüglichen Abtransport zur Front, was für viele Betroffene den Tod bedeutete.

## Uniformierung und Beförderungen

### Uniformierung
Alle Marinehelfer trugen während des Einsatzes die Uniform der Marine-HJ, eine dunkelblaue Uniform mit Doppelreihenknopf, wie es bei der Kriegsmarine üblich war und ihre sonstigen HJ-Abzeichen nebst Traditions-Arm-Dreieck ebenfalls mit dunkelblauen Unterstoff. Auf den Schulterklappen war mittig ein stilisierter Anker, das Symbol der Kriegsmarine, in gelben Fäden aufgewebt. Auf diesem ruhte eine kleine zweiseitig beflügelte Flakgranate, ebenfalls in gelb gewebt. Die Kragenspiegel waren hellblau, jedoch leer gehalten. Die Ausgehuniform bestand, im Sinne der Marine, aus dem Blaumannsanzug, wobei als Kopfbedeckung das Schiffchen diente. Am linken Unterarm der Uniform gab es für Marinehelfer ein hellblaues Ärmelband mit der gelb aufgestickten Inschrift: Marinehelfer bzw. Marineoberhelfer. Wie die bereits weiter oben erwähnte HJ-Armbinde wurde sie nach Verlassen des Stützpunktes meist wieder abgenommen. Ergänzend kommt hinzu, dass es für die weiblichen Marinehelfer, die es im geringen Umfang gegeben hat, ein eigenes Ärmelband ausgegeben wurde und zwar mit der aufgewebten Inschrift: Marinehelferin. Für Marinehelfer- und Marine-HJ Angehörige gab es zahlreiche Mützenbänder wie zum Beispiel mit der Aufschrift: Seeberufsfachschule, Reichsseesportschule und Segelschulschiff Horst Wessel. Bekannt sind auch Ärmelbänder mit Tressen.

Standardkopfbedeckung der Marinehelfer, das Schiffchen (grafische Darstellung)
Matrosenmütze der HJ-Marine (grafische Darstellung)
Grafische Darstellung einer Schulterklappe eines Marine-Flakhelfers
Grafische Darstellung der Ärmelbänder der Marinehelfer
Grafische Darstellung der Marine-Dienstgradabzeichen (oben DJ- unten HJ-Version)

### Beförderungen und deren Kennzeichnung
Die Dienstgrade der HJ-Marinehelfer umfassten, wie bei ihrem Gegenstück, den Luftwaffenhelfern, nur zwei Dienstränge, zum einen den Marinehelfer, zum anderen den Obermarinehelfer. Die Beförderung zum Obermarinehelfer konnte bei guter Führung und Leistung jedoch erst nach 9 Monaten (von 13 Dienstmonaten) erfolgen und wurde in der Regel vom nächsten Disziplinarvorgesetzten ausgesprochen. Einmal ausgesprochene Beförderungen konnten nicht mehr widerrufen werden. Ausdrücklich geregelt war, dass ein „Vorgesetztenverhältnis“ zwischen Oberhelfer und Helfer durch die Beförderung nicht entstanden war, der Oberhelfer erlangte somit keine Befehlsgewalt über seine Untergebenen. Einziges Unterscheidungsmerkmal, die den Betroffenen als Marineoberhelfer auswies, war das gleichzeitig mit der Beförderung ausgehändigte Ärmelband Marineoberhelfer Eine Erweiterung der Schulterklappen oder dergleichen gab es nicht.

## Bekannte Marinehelfer
- Gerhard Stoltenberg – späterer Ministerpräsident von Schleswig-Holstein
- Günther Peters – ehemaliger Stadtbaudirektor von Berlin/Ost und Bauhistoriker
- Klaus Granzow – Schauspieler und Schriftsteller
- Wolfgang Altenburg – Generalinspekteur der Bundeswehr von 1983 bis 1986

## Völkerrechtsbehandlung der Flakhelfer
Die Frage, ob die Marine- und Luftwaffenhelfer im Sinne des Völkerrechts der Haager Konvention als Kombattanten anzusehen waren oder nicht, war zu Gründungszeiten schon der Obersten Heeresleitung bekannt gewesen und führte dazu, dass zur Klärung mehrere juristische Gutachten in Auftrag gegeben wurden. In einem Gutachten von Professor Bruns hieß es unter anderen:
Das Völkerrecht macht die Berechtigung zur Teilnahme an den Feindlichkeiten von dem äußeren Auftreten der Kämpfenden abhängig. Nach Artikel 1 der Landeskriegsordnung, dessen Bestimmungen ohne Rücksicht auf die Allbeteiligungsklausel (Art. 2 des IV. Haager Abkommens vom 18. Oktober 1907) als Grundsätze des Gemeinen Völkerrechts im gegenwärtigen Krieg anwendbar sind, kommt die Eigenschaft rechtmäßiger Kämpfer den Heeren der Kriegsführenden sowie den Milizen und Freiwilligen Korps unter der Voraussetzung zu, dass
1. jemand an ihrer Spitze steht, der für seine Untergebenen zuständig ist,
2. sie ein bestimmtes aus der Ferne erkennbares Abzeichen tragen,
3. sie die Waffen offen führen und
4. sie bei ihren Unternehmungen die Gesetze und Gebräuche des Krieges beobachten.

 Wobei das Landesrecht (des Landes, welches im Krieg steht) festlegt, wer Soldat ist oder wer nicht. Das Völkerrecht hat diese „Landesinterne“ Regelung dann anzuerkennen und diejenigen Gruppen als rechtmäßige Kämpfer anzusehen. Demzufolge fielen Wehrmachtsangehörige, die in Zivil an den Kampfhandlungen teilnehmen, nicht unter den Schutz des Haagener Abkommens. Auf die Marine- und Luftwaffenhelfer angewandt bedeutete dies:
1. die Luftwaffen- und Marinehelfer waren in kleinen Gruppen bei Einheiten der Deutschen Wehrmacht eingesetzt, an ihrer Spitze stand stets ein Befehlshaber,
2. die Luftwaffen- und Marinehelfer nahmen an Kampfhandlungen der Deutschen Wehrmacht teil,
3. für den Feind, der diese Einheit bekämpfte, waren sie als Angehörige der Wehrmacht erkennbar.

Obwohl die Behandlung der Flakhelfer im deutschen Wehrrecht eine Sonderstellung einnahm, änderte sich an ihrer völkerrechtlichen Stellung zunächst nichts. Explizit wurde in diesem Gutachten jedoch festgestellt, dass die Flakhelfer nicht in den üblichen Uniformen der Wehrmacht kämpften, sondern in den HJ-Fliegeruniformen oder HJ-Marineuniformen. Diese Uniformen galten völkerrechtlich eindeutig als Zivilkleidung, womit die Haagener Konvention nicht für die Angehörigen der Flakhelfer Anwendung finden konnte. Gemäß dem Gutachten war jedoch eine Unterscheidung von Kämpfern und Zivilisten nach allgemeiner Auffassung auf Sehweite des bloßen Auges zu beschränken. Zwar trugen die Flakhelfer ihre Hakenkreuzbinden und entsprechende Kennzeichen, aber ob diese auf Augenentfernung eindeutig identifiziert werden konnten, blieb dahingestellt. Das Gutachten führte deswegen als weiteren augenscheinlichen Beweis den Stahlhelm der deutschen Wehrmacht auf und legte fest, durch diesen wäre der Deutsche Soldat als solcher eindeutig erkennbar. Aber auch hier wurden vom Reichsinnenminister Wilhelm Frick Zweifel angebracht, da die Stahlhelme auch von Zivilbehörden, z. B. der Reichsfeuerwehr und vom Luftschutz genutzt wurden… Er schlug stattdessen vor, die betroffenen Flakhelfer mit einer gelben Armbinde als Kombattanten eindeutig zu kennzeichnen. Hitler lehnte dies jedoch am 20. Juli 1943 ab. So blieb der Status der Luftwaffenhelfer bis Kriegsende ungeklärt. In der Luftwaffe und der Kriegsmarine wurden indes die meisten Flakhelfer vor der Kapitulation oder Aufgabe der Stellung zum regulären Flaksoldaten ernannt und erhielten ihr Soldbuch (statt des Luftwaffen- oder Marine-Ausweises). Die Kriegsmarine ernannte zwar auch im größeren Umfang noch Marinehelfer zu Marineartilleristen, versah jedoch die Rückseite des Marine-Ausweises mit einem eigens angefertigten Stempel, der die Aufschrift trug: Der Inhaber dieses Ausweises gehört als Marinehelfer zu einem Hilfskorps der deutschen Kriegsmarine im Sinne des Artikel 1 der Haager Landkriegsordnung von 1907. Indessen wurden einige Marinehelfer an der Ostfront nach Zeitzeugenberichten standrechtlich von der Roten Armee als Freischärler erschossen.

## Kriegsende
Zum Kriegsende hin wurde vielerorts bei den Marinehelfern der Flakbeschuss von Bombern und Jagdfliegern stark eingeschränkt, ja sogar dienstlich verboten, um die immer knapper werdenden Munitionsvorräte zu schonen. Die verbliebenen Granaten wurden stattdessen bei der Bekämpfung von Landzielen genutzt. So gab der Küstenbefehlshaber mittlere Ostsee Konteradmiral Joachim Plath in einem Bericht für den Zeitraum vom 7. bis 13. Oktober 1944 an, dass bisher „nur“ 13 Flugzeuge, unter anderem vom Typ Iljuschin Il-2 von der Marineflak abgeschossen wurden, aber im gleichen Zeitraum 53 Panzer der Roten Armee, dazu noch mehrere Pak-Geschütze und Sturmgeschütze erfolgreich bekämpft worden sind. Im günstigsten Fall verlief das eigentliche Kriegsende, bei einem entsprechenden „milden“ Vorgesetzten, für die Jugendlichen unproblematisch. So wurden die meisten Marinehelfer in den letzten April/Mai Tagen des Jahres 1945 offiziell aus dem Flakdienst entlassen und kehrten als Zivilisten nach Hause zurück. Andere entfernten sich, aufgrund fehlender Kommandogewalt, einfach unerlaubt vom Einsatzort, wobei sie sich ihrer Uniformen entledigten. Wieder andere Marinehelfer hatten gar nichts mehr zu tun und erhielten auf das Kriegsende wartend (und darüber hinaus), noch Auszeichnungen durch ihre vorgesetzten Offiziere. Beispielsweise wurden am 18. Mai 1945 acht Angehörige der Marinehelfer auf Wangerooge, die sich in der Flakstellung Saline befanden, von ihrem Küstenbefehlshaber mit dem Eisernen Kreuz II. Klasse und dem Flak-Kampfabzeichen ausgezeichnet. Während also die Marineangehörigen in den Küstenstreifen Deutschlands an der Westfront die Waffen mehr oder weniger geordnet niederlegten, befand sich die Ostfront noch im direkten harten Kriegseinsatz. In den dortigen Flakbatterien ging es schon seit Februar/März 1945 nur noch ums Überleben. Durch hohe Verluste und aufgrund mangelnder Nahkampfwaffen wurden die meisten Flakstellungen, die noch von Marinehelfern an einzelnen Küstenstreifen (Kurland, Ostpreußen) gehalten wurden, einfach von der Roten Armee überrannt und/oder vollständig aufgerieben. Mit viel Glück konnten noch einige wenige Marinehelfer (auch Verwundete) auf dem Seeweg von Königsberg und Danzig aus evakuiert werden und so der Vernichtung entgehen. Zurückgebliebene Marinehelfer wurden von der Roten Armee in den meisten Fällen nicht als Freischärler behandelt, sondern wie reguläre Wehrmachtssoldaten. Dies schützte sie, obwohl minderjährig, jedoch nicht vor einer mehrjährigen sowjetischen Kriegsgefangenschaft. Diejenigen, welche sich noch auf dem Landweg zu den deutschen Linien durchschlagen konnten, verblieben bis Kriegsende vielerorts noch in den Reihen des Deutschen Volkssturmes.

## Sonstiges

### Beschwerden eines Batteriechefs
Der oft nahe Einsatz der jugendlichen Helfer zum Wohnort brachte aber auch ungeahnte Schwierigkeiten mit sich. So gab es beispielsweise bei der (Luftwaffen) Flak Batterie L51 704 in Helmstedt (Harz) zahlreiche Anträge von Eltern, die ihre Söhne über das Wochenende nach Hause holen wollten, oder freie Tage wegen „dringender familiärer“ Probleme beantragten. Der zuständige Batteriechef untersagte daraufhin den betroffenen Eltern in einem Rundschreiben fernmündliche Urlaubsanträge und beklagte sich darüber, dass die Hälfte aller Eltern ihren minderjährigen Söhnen Zigaretten schickten (Ein Zeichen dafür, dass die Privatpost von den amtlichen Stellen geöffnet wurde). Flakhelfer, die mit einer Zigarette im Mund erwischt wurden oder mit halbgerauchter Zigarette verspätet zum Flakeinsatz auftauchten, erhielten empfindliche Disziplinarstrafen. Die letzte Beschwerde des Batteriechefs betraf die Krankmeldungen. Als Beispiel führte er an, dass ein Flakhelfer an einem 3. Februar von einem Militärarzt als gesund und dienstfähig entlassen wurde, jedoch schon am nächsten Tag, den 4. Februar, von einem anderen Arzt erneut krankgeschrieben war. Die Tatsache, dass den Flakhelfern, aber auch den Eltern, jedes Mittel recht war, ihre Sprösslinge vom Dienst an der Flak zu „befreien“, konnte bis Kriegsende nur ungenügend abgeändert werden.

### Wortphrasen der Marinehelfer und Befehlsmeldungen
Neben der sogenannten Landsersprache gab es bei den Marinehelfern auch eine eigene interne Sprache, die sich aus dem allgemeinen Sprachjargon der damaligen Zeit ableitete oder sich einfach nur aus der Kurzfassung eines zu langen Wortes ergab. So wurden alliierte Bomberangriffe Thommyangriffe genannt, wobei die korrekte Schreibweise schon damals nicht eindeutig geklärt werden konnte. Sowjetische Luft- und später Bodenoffensiven wurden, parallel zum Wehrmachtsbegriff, mit Iwan betitelt. Daneben gab es eine Reihe von Kurzbefehlen bei der Geschützbedienung, so zum Beispiel:
- Rohr frei! – Bestätigung des Ladekanoniers, nach Prüfung des Flakrohres auf „Rohrkrepierer“
- Feuer frei! – Befehl des Flakkommandanten an die Flakbatterie, das Feuer zu eröffnen
- Salventakt! – Befehl des Flakkommandanten an die Flak, die Schussfolge zu beschleunigen (siehe auch Salve)
- Geschütz Dauerfeuer! – Befehl des Flakkommandanten einer ununterbrochenen Schussfolge
- Sperrfeuer! – Befehl des Flakkommandanten, angreifende Flugzeuge/Panzer zum Abdrehen zu bewegen um ein bestimmtes Ziel zu schützen

## Geschichtliche Wertung

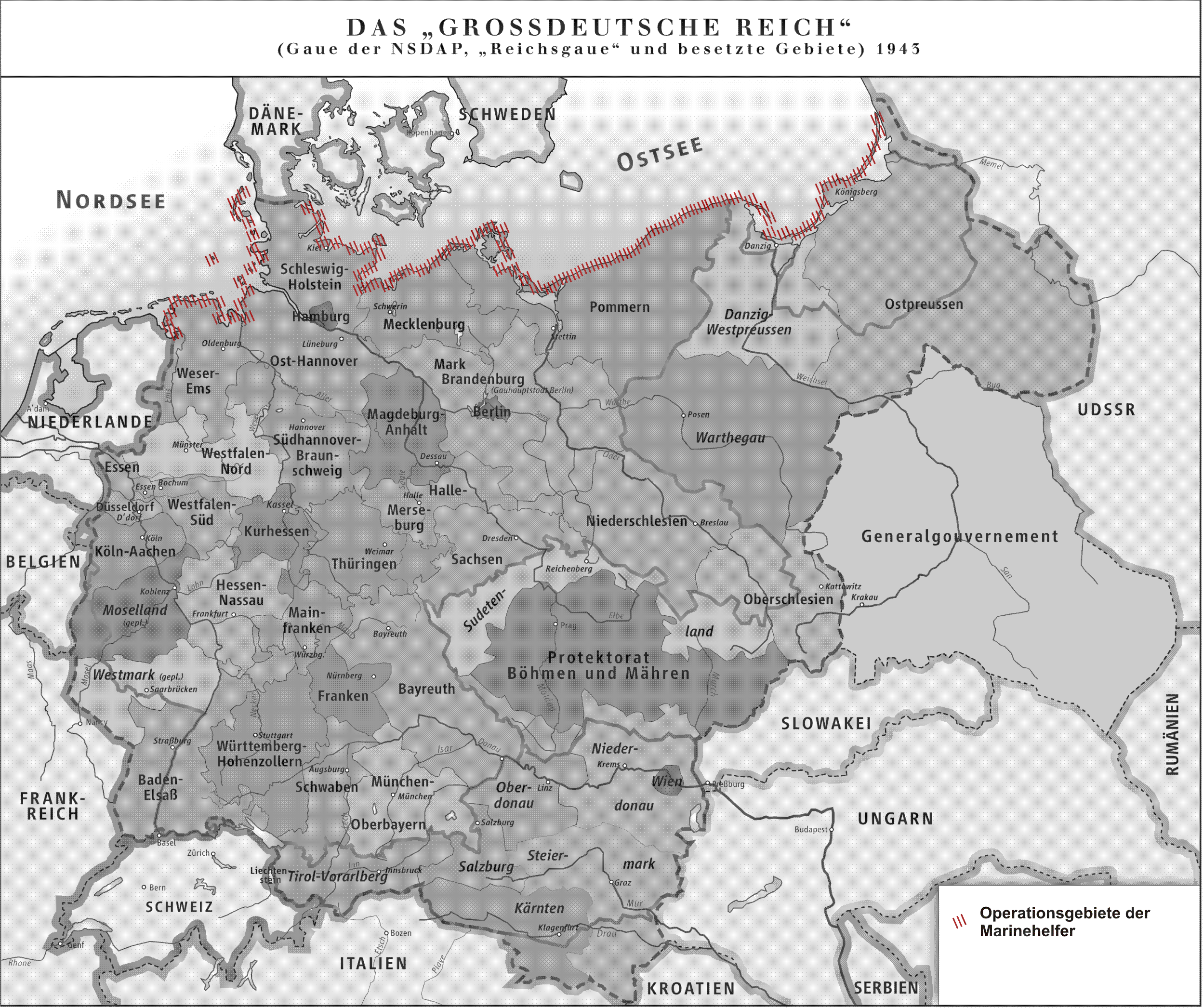
Grafische Darstellung des Operationsgebietes der Marinehelfer an den Küstenregionen des Reiches

Obwohl annähernd 200.000 Marine- und Luftwaffenhelfer ab 1943 bis Kriegsende ihren Dienst in der Wehrmacht verrichteten, kann ihr Einsatzerfolg, gemessen am Nutzen, nur als „gering“ angesehen werden. Einzelerfolge der Marinehelfer blieben aufgrund der Materialüberlegenheit der Alliierten von geringer Wirkung. So blieb den Flakhelfern insgesamt nur eine kleine, passive Rolle bei der Reichsluftverteidigung. Mit dem „Flak-Verteidigungsriegel“ von nahezu 3000 km Küstenlinie wird die hoffnungslose Überlastung der Flakbatterien deutlich. So war die „Küstenfront“ über weite Zeiträume sogar länger als die Ostfront mit Anfangs ca. 1600 km. Der zuvor von der Parteiführung der NSDAP gelobte „Wellenbrecher“ der Bomberströme an Deutschlands Küsten erwies sich als reine Propaganda. Im Endkampf im Frühjahr 1945 wurden die noch verbliebenen Batterien als eine Art „Frontfeuerwehr“ neben regulären Wehrmachtseinheiten an die zusammenbrechenden Fronten geworfen. Materiell und personell unterlegen, erfolgte ihr Einsatz nur noch punktuell ohne entscheidende Einflussnahme auf den Kriegsverlauf. Wie viele Flakhelfer getötet oder durch Verwundungen bleibende Schäden erlitten haben, ist unbekannt. Ebenso die Zahl derer, die aufgrund der traumatischen Erlebnisse, ernste psychologische Schäden für den Rest ihres Lebens davongetragen haben. Als Kindersoldaten missbraucht, sahen viele Marinehelfer sich ihrer Jugend beraubt. Zwar gab es im Nachkriegsdeutschland Bestrebungen, die erlittenen schul- bzw. beruflichen Defizite schnellstmöglich durch entsprechende Abendschulen (z. B. Einführung eines Schnellabiturs, Versetzungswohlwollens usw.) auszugleichen, aber der Großteil der ehemaligen Marinehelfer war zumindest in seiner weiteren beruflichen Entwicklung gestört bzw. gehemmt worden. Trotzdem konnten einige Marinehelfer hohe Positionen im späteren Berufsleben erreichen. Die Betreuungslehrer der Marinehelfer vor Ort waren zwar nicht in den militärischen Ablauf ihrer „Schüler“ involviert, teilten aber oft deren tödliches Schicksal. Am 10. Oktober 1945 wurde die Hitlerjugend zusammen mit allen übrigen der NSDAP angeschlossenen Organisationen, dies betraf auch die HJ-Marinehelfer, durch das Kontrollratsgesetz Nr. 2 verboten und aufgelöst. In der Nachkriegszeit formierten sich einige Traditionsvereine aus ehemaligen Marinehelfern, so z. B. die ehemaligen Marinehelfer von Wangerooge. In der 1955 gegründeten Bundeswehr gibt es keine Marinehelfer mehr.